# Lester Fuller
Lester Fuller (New York City, 29 gennaio 1908 – Los Angeles, 5 agosto 1962) è stato un regista statunitense.

## Filmografia[2]

### Regista
- You Can't Ration Love (1944)
- Vacanze a Montecarlo (Monte Carlo Baby) (1953)
- Captain Gallant of the Foreign Legion (1955)

### Sceneggiatore
- Tre passi a nord (1951)
- Vacanze a Montecarlo (Monte Carlo Baby) (1953)
- Captain Gallant of the Foreign Legion (1955)
- Next Time You'll See Venice (1960)
- The Chain of Action (1960)
- The Rosario Case (1960)
- The Barnaby Case (1960)
- Don't Kiss Me Goodbye (1961)
- The Young Fugitives (1961)
- Talk and You're Dead (1961)
- The Trouble with Murder (1961)
- Two Too Many (1963)